# Удовіченко Олександр Васильович
Олександр Васильович Удовіченко (нар. 18 серпня 1957, смт Орілька Лозівського району Харківської області) — голова політичної партії «Рідне місто», голова Полтавської обласної державної адміністрації в 2003-2005 та 2010-2014 роках, голова Полтавської обласної ради в 2006-2010 роках.

## Освіта
Має дві вищі освіти. Закінчив Харківський політехнічний інститут та Українсько-фінський інститут менеджменту і бізнесу.

## Кар'єра
Працював інженером-технологом на Полтавському заводі штучних алмазів та алмазного інструменту. З 1981 року — на комсомольській роботі. Секретар комітету комсомолу Полтавського алмазного заводу, перший секретар Октябрського РК ЛКСМУ, перший секретар Полтавського обкому ЛКСМУ.
У 1991 – 1993 роках — голова комітету у справах молоді Полтавського облвиконкому, голова комітету у справах молоді облдержадміністрації.
У 1993 – 2003 роках — керівник Полтавської філії, регіонального управління та головного управління КБ «ПриватБанк».
У 2003 – 2005 роках — голова Полтавської облдержадміністрації.
15 вересня 2006 — обраний на посаду голови Полтавської обласної ради.
З березня 2010 по березень 2014 року — голова Полтавської обласної державної адміністрації. 22 лютого 2014 року заявив про свою відставку з посади голови Полтавської ОДА.
З 2015 року – голова спостережної ради ТОВ «Промінь-Приват».

## Громадська і депутатська діяльність
Депутат Полтавської обласної ради трьох скликань.
З квітня 2014 року — керівник депутатської групи «Полтавщина» у Полтавській обласній раді VI скликання. 30 квітня 2015 року депутатську групу «Полтавщина» перейменовано у «Рідне місто, Рідний край».
3 2006 року очолює Полтавське обласне відділення Національного олімпійського комітету, переобраний на цю посаду в вересні 2018 року. [1]
З 1 вересня 2014 року — голова громадської організації «Рідне місто, Рідний край». [2]
3 12 липня 2018 року – лідер партії «Рідне місто». [3]